# Zvëzdnyj
Zvëzdnyj (in russo Звёздный?) è un insediamento di tipo urbano della Russia, situato nell'Oblast' di Irkutsk.
L'insediamento venne fondato nel maggio 1974 in occasione della costruzione della BAM; al giorno d'oggi la principale attività economica è la lavorazione del legname.